# Ligier JS29
A Ligier JS29 egy Formula–1-es versenyautó, amellyel a Ligier csapat versenyzett az 1987-es Formula–1 világbajnokságban. Pilótái René Arnoux és Piercarlo Ghinzani voltak. Az eredetileg az Alfa Romeo turbómotorjához készülő autót át kellett alakítani, miután a motorgyártó felmondta a szerződésüket, így azt gyorsan át kellett tervezni, és JS29B néven egy, a Megatron motorokat befogadó kasztni készült. Az idény során kisebb átalakításokat kapott, ez a variáns a JS29C megjelölést kapta.

## Áttekintés
A Ligier csapat, miután a Renault kiszállt a sportágból, szerződést kötött az Alfa Romeóval, hogy az ő vadonatúj fejlesztésű, 415T típusjelzésű négyhengeres soros turbómotorjukat használják az 1987-es idény során. Csakhogy a szezon előtti teszteken René Arnoux dehonesztáló megjegyzéseket tett a motorra, és ez elég is volt a FIAT konszernnek ahhoz, hogy indokaként jelölje meg a Formula–1-ből történő, egyébként már régóta tervezett kiszállásuknak. A konszern ugyanis nemcsak az Alfa Romeóban, hanem a Ferrariban is rendelkezett részesedéssel, és nem akartak két, egymással konkurens márkát.
Így a Ligiernek volt egy kész autója, amely egy konkrét motor köré lett tervezve, de motor nem volt benne. Guy Ligier gyors megoldásként a Megatron motorjait szerezte meg - ezek a BMW M12 soros négyhengeres turbómotorjának átcímkézett változatai voltak, amit többek között a Brabham csapat is használt a múltban, ebben az idényben pedig az Arrows. Az ő főszponzoruk volt az USF&G nevű biztosító, amelynek egyik leányvállalata gyártotta a motorokat 1987-ben és még 1988-ban is. A kasztnit áttervezték a Megatron egységeihez, az új autó pedig a JS29B nevet kapta,
Ugyan Guy Ligier megszerezte a motorokat, az Arrows csapatfőnöke, Jackie Oliver azonban a segítségnyújtást a lehető legkisebb mértékűre korlátozta. Így a Ligier kevés motorral és azok közül sem a legjobb specifikációjúakkal kellett hogy beérje. Mindennek ellenére ezek az egységek még mindig igen erősnek voltak mondhatóak.
Az autónak eredetileg már a brazil nagydíjon be kellett volna mutatkoznia. Amíg még élt a szerződés az Alfa Romeóval, azt tervezték, hogy ekkor még a régi, 890T specifikációjú motort használják, amíg el nem készül a 415T. Mivel ez immár nem lehetett opció, a Ligier egyszerűen kihagyta ezt a versenyt. Imolában már rajthoz tudtak állni, és az első pár futamon szerzett tapasztalatok alapján Detroitban egy újabb áttervezésen esett át a kasztni. A Megatron motorjai nagyobb vibrációt okoztak, ezért a hátsó részt teljesen át kellett alakítani, és a felfüggesztést is meg kellett erősíteni, mert emiatt törésre hajlamos volt.
Ami az idényt illeti: a Ligier gyengébben szerepelt, mint az Arrows, és összesen egyetlen pontot szereztek, Arnoux hatodik helyével Belgiumban. Ő Imolában rajthoz sem tudott állni egy szabadedzésen bekövetkezett baleset miatt. A brit nagydíjról Ghinzanit kizárták, mert az időmérő edzés alatt tankoltak az autójába, ami tiltott volt. A szezon második felében az alsóházba süllyedő csapat a konstruktőri tizenegyedik helyen zárta az idényt.

## Eredmények
(félkövérrel jelölve a pole pozíció; dőlt betűvel a leggyorsabb kör)
| Év   | Csapat      | Kasztni | Motor    | Pilóták            | 1   | 2   | 3   | 4   | 5   | 6   | 7   | 8   | 9   | 10  | 11  | 12  | 13  | 14  | 15  | 16  | Pontok | Helyezés |
| ---- | ----------- | ------- | -------- | ------------------ | --- | --- | --- | --- | --- | --- | --- | --- | --- | --- | --- | --- | --- | --- | --- | --- | ------ | -------- |
| 1987 | Ligier Loto |         | Megatron |                    | BRA | SMR | BEL | MON | DET | FRA | GBR | GER | HUN | AUT | ITA | POR | ESP | MEX | JPN | AUS | 1      | 11.      |
| 1987 | Ligier Loto | JS29B   | Megatron | René Arnoux        |     | NI  | 6   | 11  | 10  |     |     |     |     |     |     |     |     |     |     |     | 1      | 11.      |
| 1987 | Ligier Loto | JS29C   | Megatron | René Arnoux        |     |     |     |     |     | KI  | KI  | KI  | KI  | 10  | 10  | KI  | KI  | KI  | KI  | KI  | 1      | 11.      |
| 1987 | Ligier Loto | JS29B   | Megatron | Piercarlo Ghinzani |     | KI  | 7   | 12  | KI  |     |     |     |     |     |     |     |     |     |     |     | 1      | 11.      |
| 1987 | Ligier Loto | JS29C   | Megatron | Piercarlo Ghinzani |     |     |     |     |     | KI  | KIZ | KI  | 12  | 8   | 8   | KI  | KI  | KI  | 13  | KI  | 1      | 11.      |

## Forráshivatkozások
1. ↑  Ligier - Models • STATS F1. www.statsf1.com. (Hozzáférés: 2025. április 1.)
2. ↑  A Ligier-sztori… (magyar nyelven). Napi F1 sztori, 2020. május 3. (Hozzáférés: 2025. április 1.)